# アイトラッキング
アイトラッキング（英語: eye tracking）とは、視点の場所（どこを見ているのか）や、頭部に対する眼球の動きを計測し、追跡する方法である。視線の場所や動きを追跡する際に、アイトラッカーやアイカメラと呼ばれる機器を用いる。この装置は、実験心理学分野ではオフサルモグラフ（ophthalmograph）、医学分野では電気眼球図記録（electrooculography）とよばれる。被験者が何を見ているか正確に知るためには、キャリブレーションと呼ばれる作業が必要である。

## 用途・応用範囲
アイトラッキングは心理学や認知科学などの他、ヒューマン・コンピュータ・インタラクション、マーケティング、デザイン、医学、教育、スポーツに関する研究など、多岐にわたる分野で利用されている。また、ヒト以外にも、チンパンジーなどの類人猿に適用することで、ヒトと類人猿の視線の動きの共通点や違いを分析する研究も行われている。

## アイトラッカーのタイプ
アイトラッカーは、様々な方法で眼の動きを測定することを目的に開発された機器である。その方法は大きく3つに分けることができる。
1. 眼に特殊なコンタクトレンズを取り付け、その動きを測定する。(Eye-attached tracking)
2. 眼に直接物体を接触させず、光学的な技術を用いて測定する。(Optical tracking)
3. 眼の周りに電極を配置することによって、眼球を動かすための筋肉などが発生させる電位を測定する。(Electric potential measurement)

## アイトラッキングの実態
これまでに多くの眼の動きの仕組みや力学の研究が行われてきたが、アイトラッキングの目的はしばしば視線の方向の推定になりがちである。例えば、ユーザーは画像のどのような特徴に眼が移るかに興味や関心を持つ可能性がある。アイトラッカーは純粋な視線の方向ではなく、視線の方向の動きのみを測定することを認識することが重要である。被験者が何を見ているか正確に知るためには、被験者が1点または一連の点を見るキャリブレーションの手順が必要であり、その際アイトラッカーは各々の注視されている位置に対応する値を記録する。有効で再現性のある眼の動きのデータを得るためには正確で信頼性の高いキャリブレーションが不可欠であり、これは言語を発さない被験者や視線が安定しない被験者にとって困難な課題になり得る。
アイトラッキングの様々なシステムにはそれぞれ長所と短所があり、許容できるコストや目的によって選択される。性能（感度）が高いものはコストの面でも高いものになり、最も高いものだと数百万円するものもあり、さらに高度な専門知識も要求される。最近ではコンピュータやビデオの技術の発展により、低コストでも有用なシステムも多く開発されている。しかしながら、結果を解釈する際には、不適切なキャリブレーションによって生成されたデータでは誤りを含む恐れがあるため、ある程度の専門知識が必要になる。